# Rocca aldobrandesca (Suvereto)
La Rocca aldobrandesca è un castello in rovina nel comune di Suvereto.

## Storia
La rocca fu costruita dagli Aldobrandeschi attorno alla seconda metà del XII secolo, nel luogo in cui sorgevano strutture fortificate risalenti al IX secolo. Contemporaneamente, furono anche iniziati i lavori di costruzione della cinta muraria difensiva che, dalla rocca, si snodava attorno a tutto l'abitato: le mura furono terminate nel 1308, come testimonia un'iscrizione collocata su una delle due porte di accesso al borgo.
Nel corso dei secoli, la fortificazione ha conosciuto periodi di degrado seguiti da interventi di restauro, fino alla sua completa dismissione, avvenuta tra la fine del Seicento e gli inizi del Settecento. In seguito, la rocca fu trasformata in abitazione, suddivisa in più unità e nuovamente abbandonata verso la metà del secolo scorso.
I lavori di restauro portati avanti tra la fine del Novecento e gli inizi del nuovo millennio ne hanno permesso il recupero.

## Descrizione
Posta in posizione dominante rispetto all'intero abitato, la rocca si presenta come un imponente complesso fortificato, costituito da una torre a base quadrata, a cui è addossato un palazzo. Le strutture murarie si presentano in pietra, con alcune feritoie che si aprono ad altezze diverse lungo le pareti della torre; in alcuni punti è presente un basamento a scarpa. Il portale di accesso al palazzo, preceduto da una breve gradinata, si caratterizza per un pregevole arco a tutto sesto.